# Општина Слимник (Сибињ)
Слимник (рум. Slimnic) општина је у Румунији у округу Сибињ.
Oпштина се налази на надморској висини од 509 m.